# Kanō Eitoku

Chinesische Löwen (Karajishi)

Kanō Eitoku (jap. 狩野 永徳, eigentlicher Name Kanō Kuninobu (狩野州信), Rufname Genshirō (源四郎); geb. 16. Februar 1543 in Kyōto; gest. 12. Oktober 1590) war ein bedeutender japanischer Maler und wichtigster Vertreter der Kanō-Schule der Japanischen Malerei in der Azuchi-Momoyama-Zeit der Japanischen Geschichte. Seine Werke sind für ihren eleganten und einzigartigen Stil bekannt, viele der erhaltenen Gemälde sind Wichtige Kulturgüter Japans und drei – Wandgemälde im Jukō-in des Daitoku-ji-Komplexes, eine auf Wandschirm gezeichnete Ansicht Kyōtos (heute im Uesugi-Museum Yonezawa), sowie ein Zypressenbild auf Wandschirm (heute im Nationalmuseum Tokio) – sind Nationalschätze Japans.

## Leben und Wirken
Eitoku war der älteste Sohn des Malers Kanō Shōei. Schon früh begann er unter Anleitung seines Großvaters Kanō Motonobu, Hofmaler für das Ashikaga-Shogunat, zu malen und zeigte dabei seine künstlerische Begabung. Mit etwa zwanzig Jahren war er bereits ein aktiver Maler, wobei er zunächst Bilder auf Holzschiebetüren, sogenannte Fusuma-e (襖絵) malte. Im Jahr 1566 bemalte er, unterstützt durch seinen Vater, Fusuma-e für die Empfangshalle im Jukō-in (聚光院), einem Untertempel des Daitoku-ji, den der Daimyō Miyoshi Yoshitsugu (三好義継, 1549–1573) zur Erinnerung an seinen Vater, Miyoshi Nagayoshii (三好長慶, 1522–1564) hatte bauen lassen. Die Tuschmalerei mit dem Titel „Blumen und Vögel der vier Jahreszeiten“ (四季花鳥; Shiki kachō-zu), die den wichtigsten Raum im Gebäude, das „Shitchū“ (室中) schmückt, gibt einen Eindruck von der künstlerischen Stärke des jungen Eitoku.
Als 1568 der militärische Führer Japans Oda Nobunaga nach Kyōto kam, war er sehr von Eitokus neuem Stil beeindruckt und erhob ihn zum offiziellen Maler. Eitoku malte die beiden sechsteiligen Stellschirme „Ansichten von und um Kyōto“ (洛中洛外図屛風, Rakuchū rakugai-byōbu), die Nobunaga 1574 an Uesugi Kenshin gab und die bis heute im Besitz der Familie sind. Das Stellschirmpaar, in brillanten Farben auf einem in sich strukturierten Goldgrund gemalt, zeigt sehr anschaulich die Paläste und Tempel sowie das Leben in der Stadt und außerhalb derselben.
Als Nobunaga eine große, moderne Burg am und auf dem Azuchi-Berg am Biwasee errichten ließ, gestalteten Eitoku und andere Mitglieder des Kanō-Klans die Wandbilder und die Bilder auf den Holzschiebetüren. Für die Gästezimmer und für den Burgturm-Komplex entwarf Eitoku eine Serie von Pflanzen- und Vogel-Bildern sowie Genre-Szenen. Sie wurden als sogenannte „Dami-e“ (濃絵) ausgeführt, das heißt, als Bilder auf Gold in voluminösen Pigmenten. Außerdem malte Eitoku einen Wandschirm, der die neu erbaute Burg und die dazu gehörende Burgstadt darstellte. Dieser Wandschirm wurde später an den Papst in Rom gesandt.
Die Burg Azuchi brannte 1582 ab, nachdem Akechi Mitsuhide Nobunaga zum Seppuku getrieben hatte. Toyotomi Hideyoshi, der nach dem Tode Nobunagas die Macht ergriffen hatte, beschäftigte sich ebenfalls sehr mehr mit dem Bau von Palästen, Tempeln und Schreinen und beauftragte Eitoku fortlaufend. Die Bautätigkeit begann mit dem Bau der Burg Ōsaka ab 1583, es folgte 1587 der Bau des Jūrakudai-Palastes (聚楽第) in Kyōto, der Bau der kaiserlichen Residenz unter dem Namen Ōgimachi-in Gosho (扇町院御所) und der (nicht mehr existierende) Tempel Tenzui-ji (天瑞寺). Während seiner Arbeit am großen Drachengemälde in der Haupthalle des Tōfuku-ji 1588 brach Eitoku zusammen. Während das Gemälde von seinem Schüler Sanraku vollendet wurde erholte sich Eitoku. Bald begann er erneut zu arbeiten und Schiebetüren für den kaiserlichen Palast zu gestalten, starb jedoch unerwartet 1590.
Eitoku erhielt die Ehrentitel „Hōgen“ und „Hōin“. Die meisten seiner Werke verschwanden mit der Zerstörung der Paläste, wie die in der Burg Azuchi oder dem Jurakudai, nur wenige können ihm einwandfrei zugeordnet werden. Eitoku verschmolz die Farbigkeit der Tosa-Schule mit der geistigen Ebene der schwarzen Tuschmalerei und schuf durch den üppigen Goldgrund für die Zeit beeindruckende Werke. 
Die Maler Hasegawa Tohaku und Kaihō Yūshō waren Zeitgenossen und Rivalen von Eitoku.

## Bilder

Nationalschätze
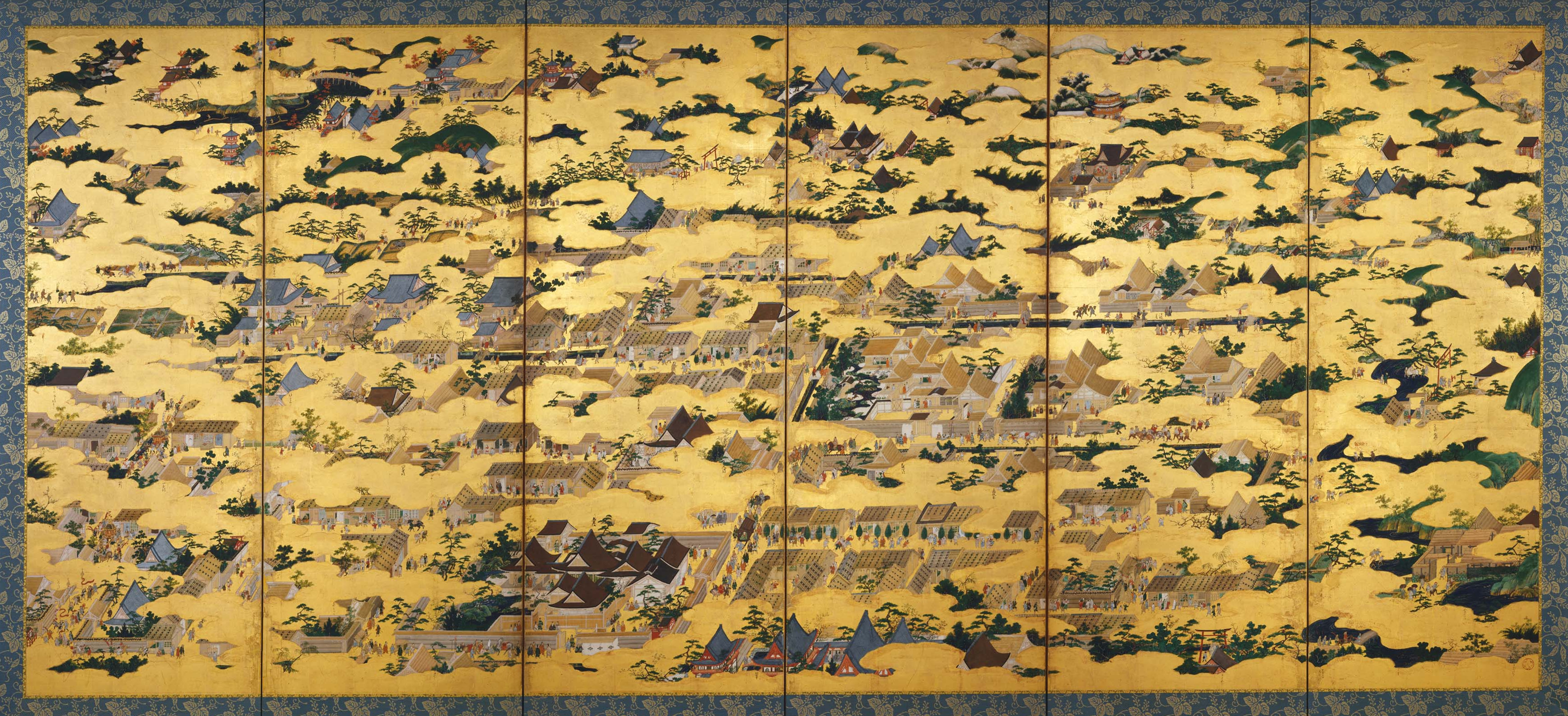
Ansicht Kyōtos (linker Schirm)
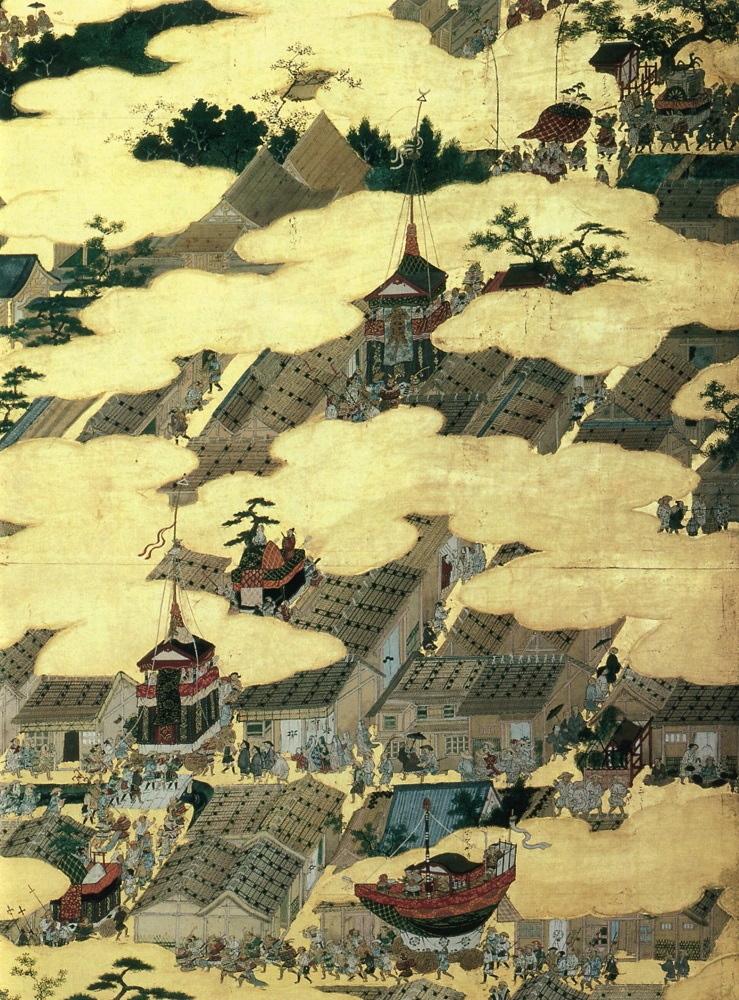
Gion-Fest
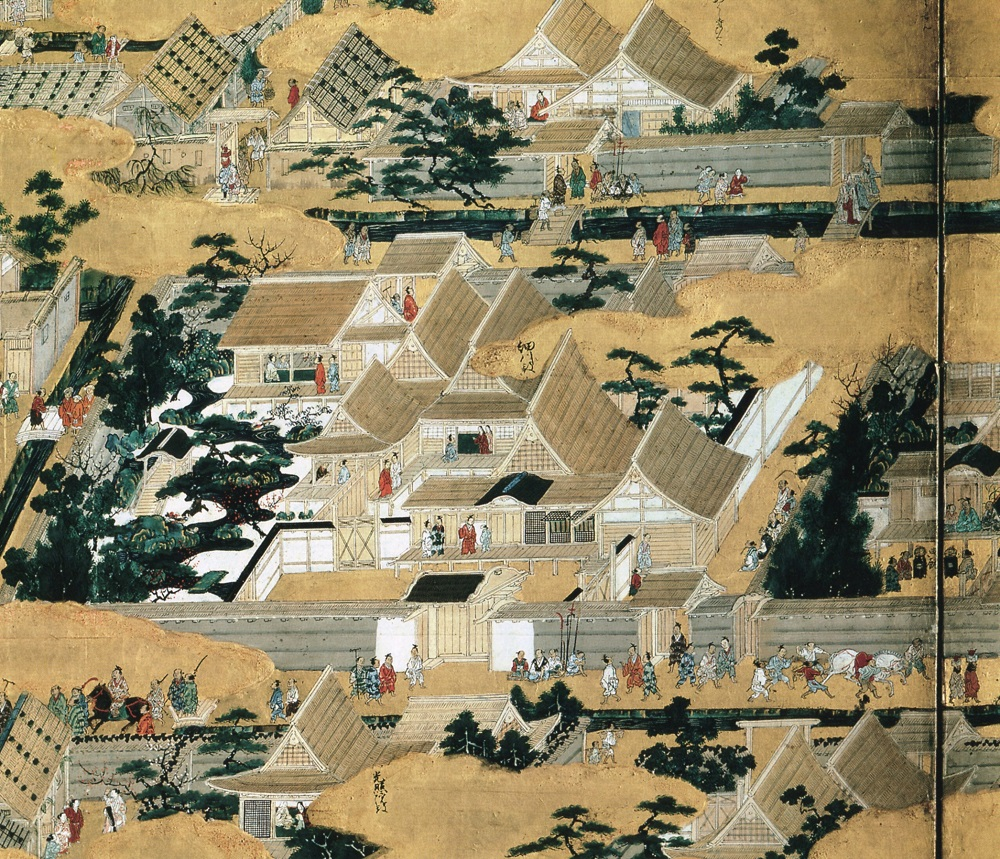
Residenzen
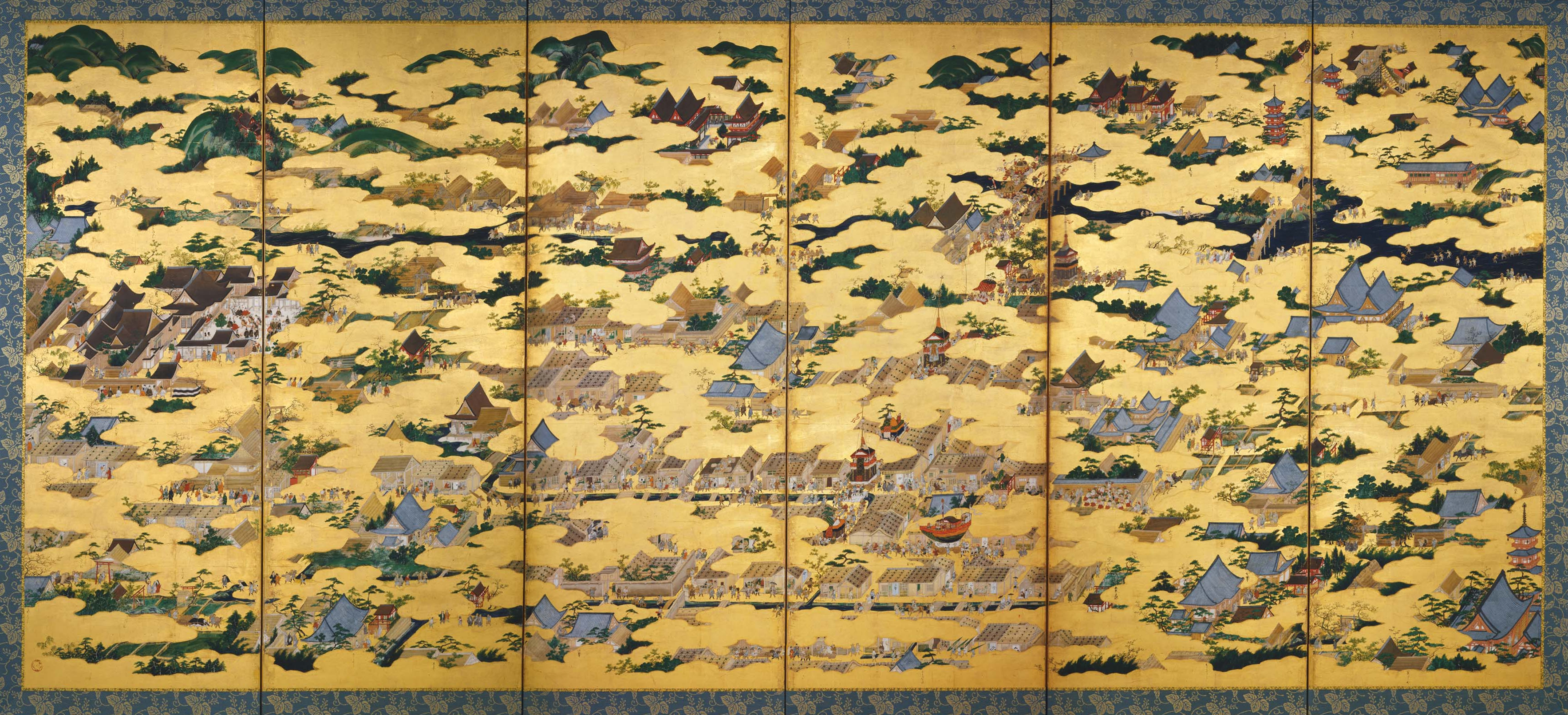
Ansicht Kyōtos Umgebung (rechter Schirm)
Zypressen
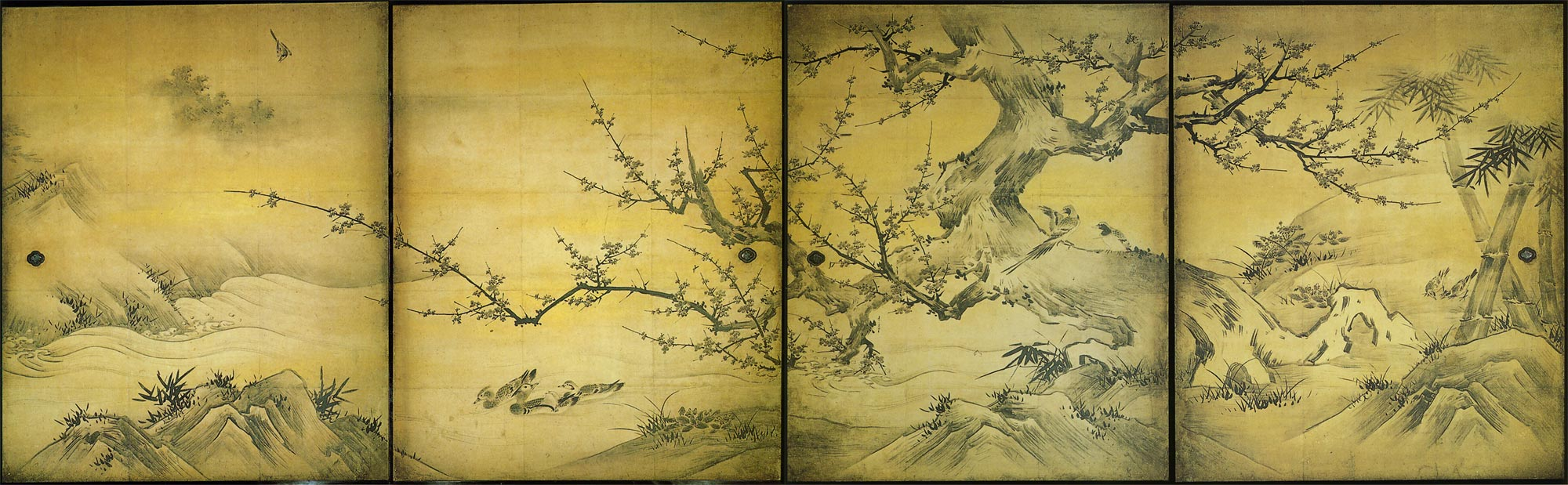
Schiebetüren „Blumen und Vögel der vier Jahreszeiten“ im Jukō-in
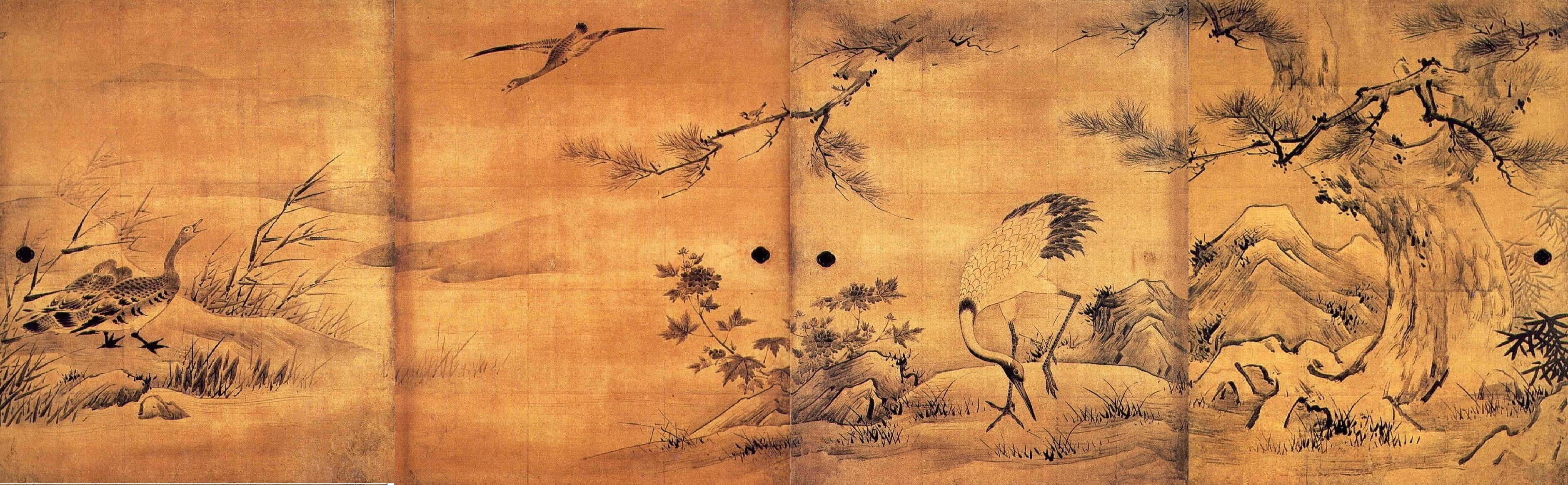
Schiebetüren „Blumen und Vögel der vier Jahrezeiten“ im Jukō-in